# Pakubuwono X
Pakubuwono X, noto anche come Pakubuwana X (Surakarta, 29 novembre 1866 – Surakarta, 20 febbraio 1939), è stato un sovrano indonesiano.
Fu sunan di Surakarta dal 1893 fino alla sua morte.

## Biografia

### I primi anni
Nato Raden Mas Sayyidin Malikul Kusna, era figlio Pakubuwono IX e di sua moglie, la regina Kray. All'età di 3 anni venne proclamato dal padre principe ereditario, ma già prima della sua nascita suo padre era in contrapposizione col poeta Ranggawarsita e, mentre la regina era incinta, la previsione errata sul sesso del nascituro da parte del poeta spinse il sovrano a pesanti digiuni nel tentativo di auspicare che gli dei gli dessero un maschio. In realtà il rapporto tra i due era già peggiorato in precedenza a causa di una serie di dichiarazioni calunniose diffuse dal governo coloniale olandese da cui il sovrano dipendeva.
Nel 1884 entrò nell'esercito nazionale col grado di tenente colonnello, venendo promosso al rango di colonnello nel 1890 ed infine a quello di generale nel 1893.

### Il governo
Il 30 marzo 1893, dopo la morte del padre due settimane prima, Pakubuwono X salì al trono del sununato di Surakarta. Dalle due mogli e dalle 39 concubine, ebbe diversi figli che avranno poi un ruolo fondamentale nella lotta per l'indipendenza dell'Indonesia, tra cui Jatikusumo, capo di stato maggiore della prima armata.
Il regno di Pakubuwana X fu segnato dallo splendore della tradizione e dall'atmosfera politica stabile nel regno. Egli si dimostrò un sovrano particolarmente attento alle esigenze del suo popolo, ed in particolare verso i più poveri per i quali fece costruire degli alloggi gratuiti. Nel campo dell'educazione, fondò le scuole Pamardi Putri e Kasatriyan a beneficio dei membri della corte. Fece inoltre realizzare una serie di infrastrutture moderne per la città di Surakarta come ad esempio la stazione ferroviaria di Solo Jebres, quella di Solo-Kota (Sangkrah), lo stadio Sriwedari, lo zoo Jurug, il ponte Jurug che attraversava il Bengawan Solo nella parte est della città, un mattatoio a Jagalan, un rifugio per senzatetto.
Il 21 gennaio 1932, in riconoscimento della fedeltà al Regno dei Paesi Bassi e per l'impegno dimostrato nel governo del suo paese, ottenne dalla regina Guglielmina la gran croce dell'Ordine del Leone dei Paesi Bassi.

### Il ruolo politico

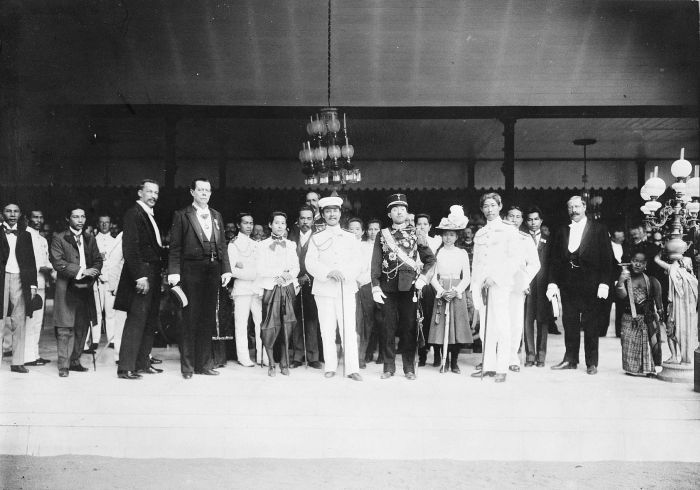
Foto di gruppo di Pakubuwono X coi suoi cortigiani in occasione della visita a re Chulalongkorn del Siam

Durante il suo lungo regno, Pakubuwono X ebbe a che fare con 10 governatori generali e 13 residenti olandesi, riuscendo saggiamente a mediare tra i bisogni del suo popolo ed il governo delle Indie orientali olandesi. La sua lealtà al governo coloniale olandese, infatti, non mise mai in dubbio la sua fedeltà ai coloni, ma agli occhi del suo popolo la sua posizione come regnante si intensificò notevolmente.
Pakubuwana X si interessò molto anche alle sorti politiche del regno dei Paesi Bassi, facendosi tradurre quotidianamente le notizie più importanti riportate sul De Locomotief, un giornale in lingua olandese pubblicato a Semarang. Egli seguì in particolare le notizie relative alla prima guerra mondiale, nella quale Pakubuwana X si trovò particolarmente in sintonia con la politica della Germania, come del resto molti altri sovrani indonesiani dell'epoca. Il residente L.T. Schneider (1905–1908) sostenne che questo interesse del sovrano locale per la causa dell'impero tedesco già prima dell'inizio del conflitto era da prendere seriamente in considerazione in quanto egli avrebbe potuto segretamente sostenere i traffici con la Germania. Pakubuwono X compì infatti diversi viaggi diplomatici all'estero a Bali e a Lampung nel tentativo di espandere la propria influenza.

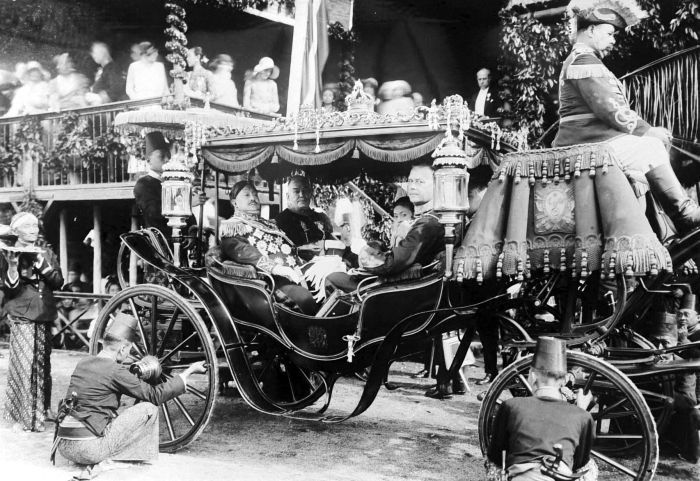
Occasione ufficiale di visita del residente locale olandese, il comandante Cramer, con Pakubuwono X

Nel dicembre del 1921, Pakubuwono X si portò nell'area di Priangan, accompagnato da 52 nobili e cortigiani. Dopo aver visitato Semarang, Pekalongan e Cirebon, Pakubuwana X si stabilì per qualche tempo a Garut ed a Tasikmalaya. A Garut, riuscì ad attrarre a sé centinaia di persone, fatto che preoccupò non poco la polizia olandese che riteneva l'occasione ottimale per l'organizzazione di una rivolta contro il governo coloniale. Nel febbraio del 1922, Pakubuwana X si portò nuovamente a Madiun, accompagnato da 58 nobili e cortigiani, con lo scopo evidente di aumentare la popolarità dell'immagine del sovrano, il quale omaggiò i residenti locali con monili e oggetti preziosi.
Per sostenere e suscitare lo spirito del nazionalismo locale, Pakubuwana X continuò a viaggiare nelle diverse regioni del suo regno. I Paesi Bassi obiettarono a questi viaggi, adducendo delle ragioni di costo, ma in realtà i coloni erano fermamente intenzionati a limitare la popolarità e l'influenza di Pakubuwana X. La sua fama aumentò notevolmente anche nel 1923 quando organizzò una nuova grande visita a Malang, per la quale il governatore generale Dirk Fock giunse persino a chiedere al residente Nieuwenhuys di richiamare Pakubuwana X a fare presto ritorno a casa.
Dopo che Nieuwenhuys venne trasferito altrove, Pakubuwana X riprese nuovamente i suoi viaggi nel 1927. Accompagnato da 44 nobili e cortigiani, fece visita a Gresik, Surabaya e Bangkalan.

### Gli ultimi anni

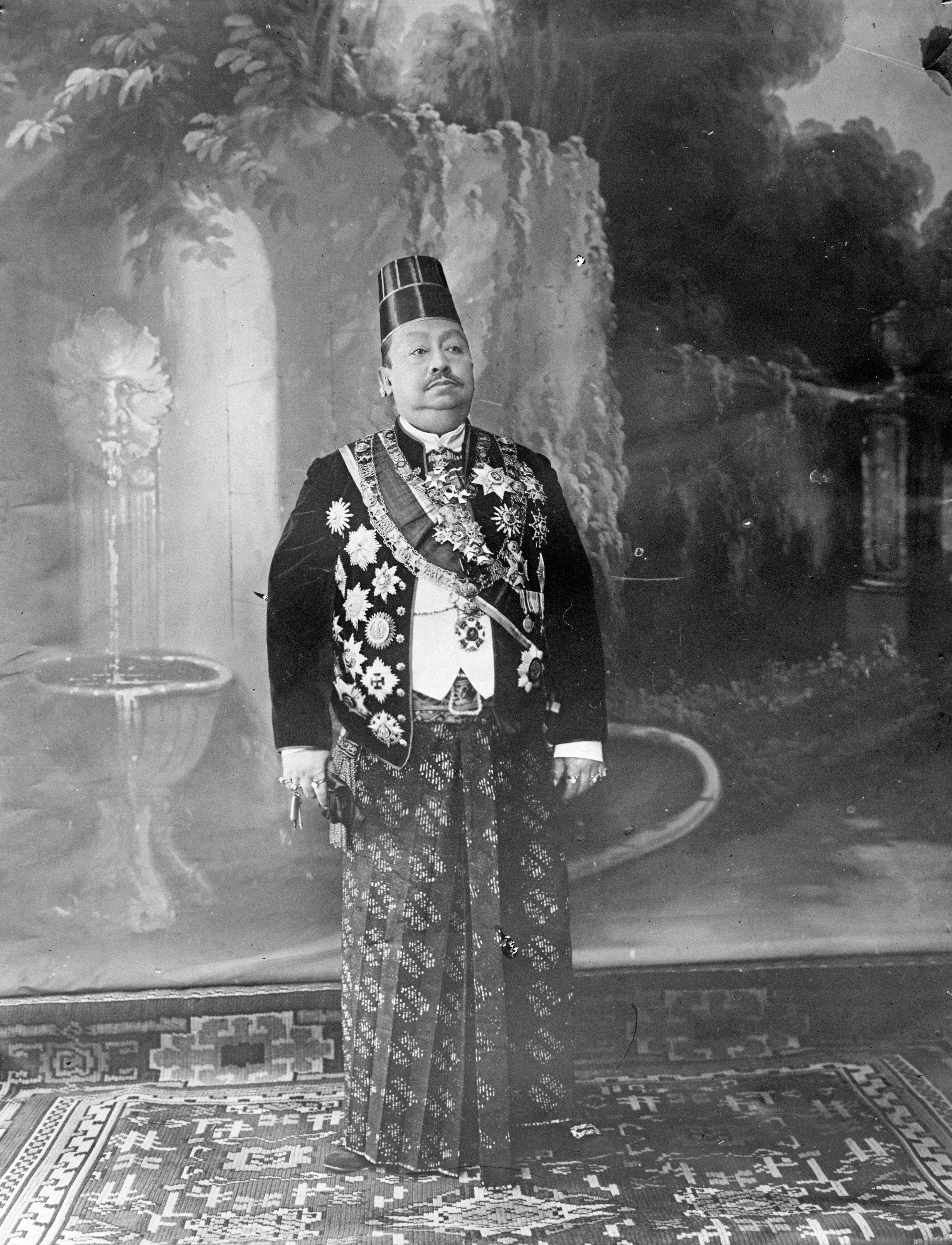
Ritratto di Pakubuwono X negli anni della maturità

Pakubuwono X morì il 22 febbraio 1939 e venne succeduto dal figlio, Pakubuwono XI. Nel 2011, per decreto presidenziale, Pakubuwono X è stato insignito del titolo di Eroe Nazionale dal governo indonesiano per i suoi servizi nel sostenere l'indipendenza del proprio paese.